# 胙城乡
胙城乡，是中华人民共和国河南省新乡市延津县下辖的一个乡镇级行政单位。

## 行政区划
胙城乡下辖以下地区：
胙城村、西辛庄村、前董固村、后董固村、贾庄村、韩庄村、东辛庄村、东小庄村、西小庄村、高庄村、刘庄村、兽医庄村、袁庄村、闫屯村、张庄村、王堤村、岵山新村、官福山新村和杨山新村。